# 신다치촌
신다치촌(일본어: 信達村)은 일본 오사카부 센난군에 설치되었던 촌이다. 현재의 센난시에 해당한다.